# New York Electronic, 1965
New York Electronic, 1965 je kompilační album složené z archivních nahrávek amerického hudebníka Anguse MacLise. Vydalo jej v roce 2014 belgické hudební vydavatelství Sub Rosa. Obsahuje nahrávky z roku 1965, kromě MacLise se na nich podíleli John Cale a Tony Conrad. Autorem fotografie na přední straně obalu je Don Snyder, zatímco fotografií na zadní stranu přispěl Donald Greenhaus. Nahrávky pro vydání remasteroval Gabriel Séverin, poznámky k albu (tzv. liner notes) sepsal Guy Marc Hinant, spoluzakladatel společnosti Sub Rosa. Deska byla původně vydána na stříbrné gramofonové desce, později na klasické černé.

## Seznam skladeb
| Pořadí | Název                                | Délka |
| ------ | ------------------------------------ | ----- |
| 1.     | Electronic Mix for 'Expanded Cinema' | 27:49 |
| 2.     | Tunnel Music #1                      | 2:51  |
| 3.     | Tunnel Music #2                      | 4:49  |
| 4.     | Tunnel Music #3                      | 3:09  |
| 5.     | Trance #1                            | 5:23  |
| 6.     | Two Speed Trance                     | 5:07  |
| 7.     | Four Speed Trance                    | 3:19  |

## Obsazení
- Angus MacLise
- Tony Conrad
- John Cale